# Phaonia pseudofuscata
Phaonia pseudofuscata este o specie de muște din genul Phaonia, familia Muscidae, descrisă de Shinonaga în anul 2003. Conform Catalogue of Life specia Phaonia pseudofuscata nu are subspecii cunoscute.